# Far Cry: New Dawn
Far Cry New Dawn est un jeu de tir à la première personne développé par Ubisoft Montréal et édité par Ubisoft. Il est sorti le 15 février 2019 sur Microsoft Windows, PlayStation 4 et Xbox One. C’est un standalone qui reprend l’univers de Far Cry 5. C'est le premier opus à être une suite à l'un des précédents opus de la franchise.
Le jeu est pensé comme une suite post-apocalyptique à Far Cry 5, se situant 17 ans après les événements de ce dernier. Il met en scène des jumelles, Mickey et Lou, comme antagonistes principales, et axe son gameplay autour de la conquête de territoires.
Le personnage de Joseph Seed, antagoniste principal de Far Cry 5, est également présent, cette fois en tant qu'allié. Le contexte du jeu implique que l'une des fins de Far Cry 5, la fin nucléaire, soit celle choisie pour le scenario du jeu.

## Trame

### Univers
L'histoire se situe aux États-Unis, principalement dans le comté fictif de Hope County dans le Montana.
Depuis la guerre nucléaire, la région s'est remise de la catastrophe et la nature a repris ses droits sur les ruines des différentes villes. L'environnement a subi entre-temps des mutations liées aux radiations nucléaires. Ainsi, certaines zones sont des déserts irradiés. La faune et la flore sont également touchées par la radioactivité.
Cependant, le joueur a l’occasion de quitter le comté pour remplir des missions en explorant d'autres lieux des États-Unis, également devenus des zones en friches, comme le porte-avion Navajo Nation, ou encore un parc d'attraction abandonné.

### Histoire
L'histoire prend place 17 ans après les événements de Far Cry 5, qui s'est vu terminé par une explosion et une guerre nucléaire à travers le monde, alors que Joseph Seed, le leader de la secte contrôlant la région de "Hope County", fut renversé au même moment par la résistance. Cependant, Joseph put s'en sortir en se réfugiant dans un bunker en sauvant celui qui avait pourtant anéanti tout ses efforts, restant fidèle à son principe de "sauver autant de gens que possible, qu'ils veuillent êtres sauvés ou non". 
Depuis, le comté s'est remis de cette période sombre et les survivants se sont organisés afin de pouvoir repartir de zéro. Malheureusement, toute cette réorganisation déjà fragile est menacée par les Ravageurs, un groupe de bandits, dirigé par les jumelles Mickey et Lou, qui pillent et massacrent tout ce qu'ils trouvent sur leur chemin. Pour les survivants, la seule solution pour faire face à cette nouvelle menace serait de s'allier à la secte de l'Eden's Gate réhabilitée par Joseph afin de donner un nouvel espoir à la reconstruction de l'humanité. 
Le jeu commence quand le joueur arrive dans la région avec un certain Thomas Rush, décidé à aider les communautés survivantes. Ils sont attaqués par les Ravageurs qui enlèvent Rush tandis que le joueur est sauvé par une survivante du nom de Carmina Rye, fille d'un personnage du premier jeu (Nick Rye).

## Factions
- Les Survivants : Principale Faction Protagoniste, dirigée par le joueur. Ils souhaitent rebâtir Hope County après la catastrophe nucléaire.
- Les Ravageurs : Principale Faction Antagoniste, dirigée par les jumelles Mickey & Lou. Ils font de Hope County leur terrain de jeu pour opprimer les plus faibles.
- La Secte d'Eden's Gate : Faction Deutéragoniste, dirigée par Joseph Seed, les survivants de la Secte ont reformé celle ci sous le nom de "Nouvel Eden" et souhaitent racheter leurs mauvaises actions envers Dieu en aidant le joueur.

## Système de jeu
Le gameplay de ce stand alone reprend le même de base du précédent opus, comme le recrutement d'alliés humains comme animaux. Or, certaines mécaniques ont été modifiées. Ainsi, si ce dernier permettait de personnaliser l'arsenal du joueur, chaque arme trouvée ou fabriquée est unique et peut être améliorée (tout comme les véhicules) mais pas modifiée, à savoir que plusieurs armes inédites ont été créés comme le lance-scie. De plus, le jeu propose une approche RPG puisque les ennemis ont désormais des niveaux de vie visibles au-dessus d'eux. Le joueur possède désormais la possibilité de débloquer des aptitudes tel qu'un saut en pleine chute libre, la capacité de courir plus vite ou encore de pouvoir ralentir le temps durant quelque seconde, suite à l’amélioration de son équipement. Si le joueur incarne toujours un personnage muet, il peut néanmoins désormais le personnaliser et choisir son genre.